# Erik Celso Mann
Erik Celso Mann ist ein US-amerikanischer Schauspieler.

## Leben
Mann gab 2024 sein Filmschauspieldebüt in einer Rolle als einer der Antagonisten im Horrorfilm Monster Mash. In dem vom Filmstudio The Asylum produzierten Film verkörperte er die Rolle des Boris, einem an Frankensteins Monster angelehnten Ungeheuer, benannt nach einem seiner ehemaligen Schauspieler Boris Karloff, erschaffen von Dr. Victor Frankenstein, gespielt von Michael Madsen. Als Handlanger von Frankenstein ist er bemüht, dass dessen Traum von einem Serum des ewigen Lebens wahr wird und hilft ihm dabei.
Im selben Jahr erhielt er außerdem eine Rolle als Türsteher im Fernsehfilm A Model Murder. Dieser wurde am 7. April 2024 auf dem Fernsehsender Lifetime gezeigt.

## Filmografie (Auswahl)
- 2024: Monster Mash
- 2024: A Model Murder (Fernsehfilm)

## Podcast
- 2024: The South Jersey Horror Podcast (Podcast, Episode 4x34)